# NGC 3581
NGC 3581 este o regiune h ii situată în constelația Carena. A fost descoperită în  de către John Herschel.